# Walenty Klisiewicz
Walenty Klisiewicz pseud. "Bojar", "Dobosz" (ur. 14 lutego 1888 w Borzęcinie, zm. 19 lipca 1973 w Rzeszowie) – doktor medycyny, działacz społeczny i niepodległościowy, oficer rezerwy Wojska Polskiego. Syn Józefa i Marii z domu Czubek. 

## Życiorys
W latach 1899–1908 uczył się w Gimnazjum w Tarnowie. Po uzyskaniu świadectwa dojrzałości podjął studia na Wydziale Lekarskim Uniwersytetu Jagiellońskiego. Na terenie uczelni włączył się do prac stowarzyszeń niepodległościowych. Wkrótce zyskał sobie na tyle dużą popularność i poparcie w kołach studenckich, że wybrany został na przewodniczącego Związku Ludowej Młodzieży Niepodległościowej, grupującej się w Czytelni Akademickiej UJ. Na przełomie 1912/1913 r. z jego inicjatywy członkowie tej organizacji podjęli decyzję o gremialnym wstąpieniu do oddziału “Strzelca” w Krakowie, co nastąpiło 18 stycznia 1913. Razem z Klisiewiczem zapisało się do “Strzelca” około 30 członków ZLMN. 

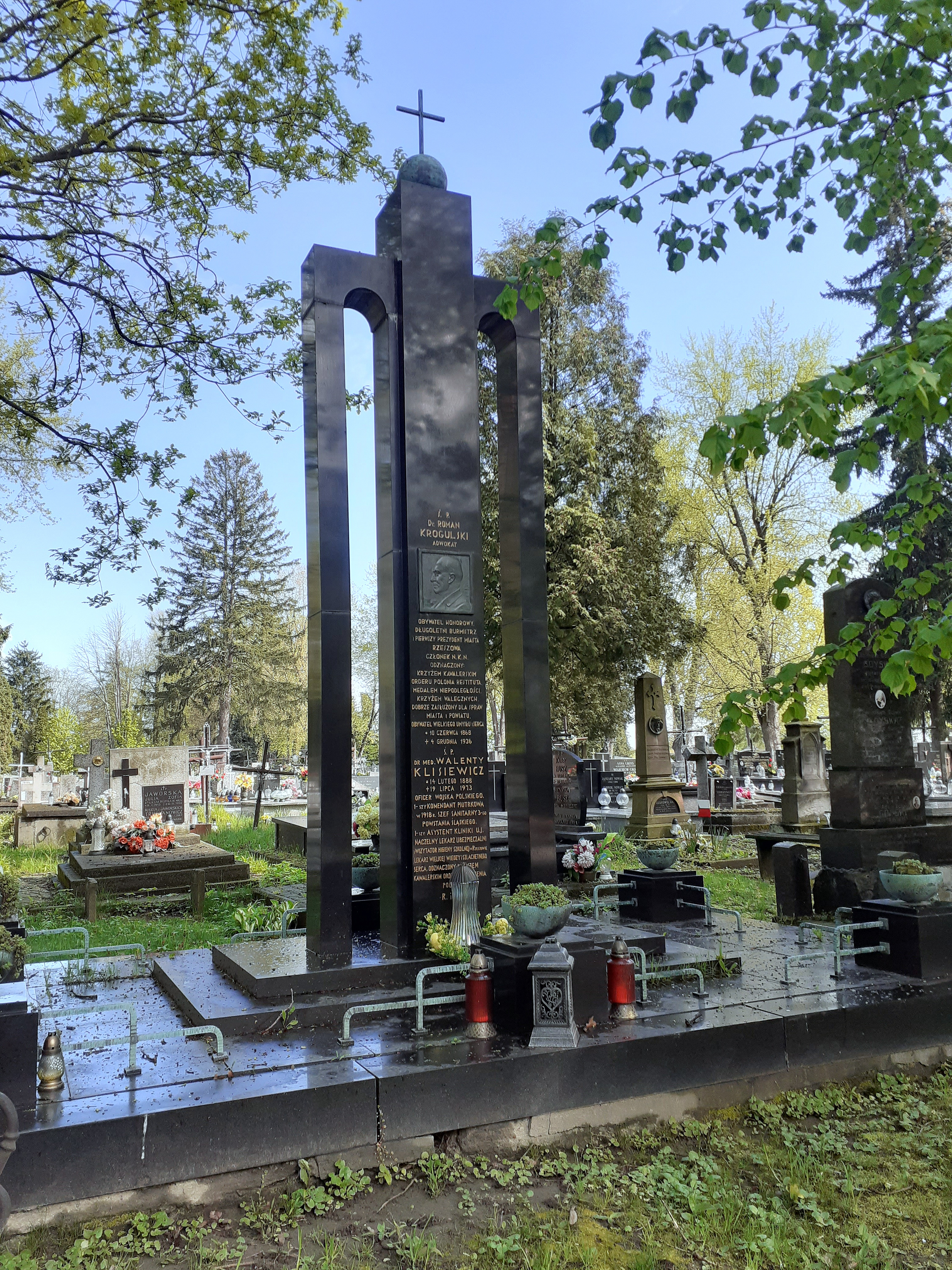
Pomnik nagrobny Romana Krogulskiego i Walentego Klisiewicza

Studia ukończył w sierpniu 1914 uzyskując dyplom doktora wszech nauk lekarskich. Z dniem ogólnej mobilizacji otrzymał powołanie do armii austriackiej i jako lekarz wojskowy w rezerwie służył w 13 pułku piechoty, a następnie w 100 pp, awansując na chorążego (1914), podporucznika (1915) i porucznika (1917). W dniu 29 października 1918, dowiedziawszy się o przewrocie w armii austriackiej, zorganizował wybór delegatów 3 narodowości, z których składał się 100 pp, stacjonujący wówczas w Piotrkowie. Sam stanął na czele grupy żołnierzy polskich i wspólnie z reprezentantami Czechów i Niemców wymógł na dowódcy swego batalionu zgodę na rozdzielenie pododdziału na 3 części. Żołnierzy narodowości czeskiej i niemieckiej po rozbrojeniu odesłano z garnizonu za granicę, a pozostawioną broń i amunicję oraz magazyny wojskowe przejęli Polacy. Walenty Klisiewicz przez krótki czas pełnił następnie obowiązki pierwszego komendanta wyzwolonego Piotrkowa. W listopadzie 1918 objął funkcję lekarza tamtejszej załogi wojskowej i pełnił ją do końca stycznia 1919. Następnie przez 3 miesiące pracował w oddziale chirurgicznym szpitala św. Łazarza w Krakowie. W czasie wojny polsko-bolszewickiej był lekarzem naczelnym 8 pułku ułanów, a następnie referentem higieny przy Szefostwie Sanitarnym Dowództwa Okręgu Generalnego w Krakowie. Po wojnie podjął pracę w krakowskim Wojskowym Więzieniu Śledczym. W 1921 wziął udział w III Powstaniu Śląskim, jako szef sanitarny etapu Górnego Śląska. Po przeniesieniu do rezerwy (w stopniu kapitana) w latach 1922–1924 był starszym asystentem Kliniki Chirurgicznej Uniwersytetu Jagiellońskiego.
Z początkiem 1925 przeniósł się do Rzeszowa i przez 14 lat, aż do wybuchu II wojny światowej, pracował w Ubezpieczalni Społecznej (od 1928 jako lekarz naczelny). W 1929 jako przewodniczący komitetu fundacji Henryka Hanasiewicza – znanego rzeszowskiego adwokata – organizował szpital-przytułek pod wezwaniem Dzieciątka Jezus przy ulicy Unii Lubelskiej 4, a w okresie 1932–1937 kierował tą placówką. Za jego kadencji szpital przekształcony został w dom zdrowia dla biednych dzieci, a w 1938 na zakład dla sierot (od 1936 prowadziły go siostry zakonne ze Lwowa). 
W czasie kampanii wrześniowej 1939 pełnił służbę w szpitalu wojskowym w Przemyślu, a podczas okupacji niemieckiej był lekarzem wolno praktykującym w Rzeszowie. Po wojnie organizował opiekę lekarsko-higieniczną na Rzeszowszczyźnie. W latach 1946–1957 pracował na stanowisku wizytatora szkolnej służby zdrowia Kuratorium Okręgu Szkolnego w Rzeszowie. Organizował w szkołach opiekę lekarsko-chirurgiczną, a także kursy dla nauczycieli, którzy obok pracy zawodowej mieli pełnić obowiązki higienistów. Miało to duże znaczenie przy braku pielęgniarek, które w tym czasie sprawowały opiekę medyczną w okolicznych wsiach. W okresie 1951–1953 pełnił dodatkowo obowiązki lekarza w Zespole Szkół Ekonomicznych. Od 1953 do emerytury pracował w Centralnej Wojewódzkiej Poradni Ochrony Macierzyństwa i Zdrowia Dziecka w Rzeszowie. Działalność zawodową zakończył w roku 1958. 
Za wybitne zasługi odznaczony został Krzyżem Kawalerskim Orderu Odrodzenia Polski oraz Śląskim Krzyżem Powstańczym. 
Zmarł śmiercią tragiczną w wieku 85 lat w wyniku wypadku ulicznego (potrącony przez samochód). Pochowany został w grobowcu swojego teścia Romana Krogulskiego na rzeszowskim cmentarzu Pobitno (sektor XI rząd 1 grób 3). W kościele garnizonowym w Rzeszowie przy ul. Reformackiej wmurowano tablicę upamiętniającą zasługi Klisiewicza jako lekarza i działacza społecznego.
Od 1925 roku był żonaty z Marią Stanisławą Krogulską (1902–1991), córką Romana Krogulskiego, prezydenta Rzeszowa i Marii z Nowaków. Został pochowany w grobowcu swojego teścia na Cmentarzu Pobitno w Rzeszowie.